# Camavi
I Camavi furono una tribù germanica della tarda antichità e dei secoli bui. Il loro nome venne citato per la prima volta nel I secolo, nel De origine et situ Germanorum di Tacito, sotto forma di tribù germanica che, per buona parte della propria storia, abitò la riva settentrionale del basso Reno, nella regione oggi nota come Hamaland. Hamaland è la terra degli Hamavi, e per la precisione si trova nella provincia della Gheldria, nei Paesi Bassi. Tacito li posiziona a sud dei Frisoni.

## Etnonimo
La più probabile etimologia del nome lo fa derivare da *Ham-, dal termine germanico haimaz ("casa"), dall'indoeuropeo *tkei-, "insediamento", e dal suffisso germanico per i luoghi -heim*. La forma ham-, "insediamento", sembra derivare dal Germanico del Nord, da cui derivano la lingua olandese e la lingua francese. Il suffisso -avi, aggettivante, in seguito si trasformò in -au segnalando i nomi dei luoghi. In questo senso Camavi significherebbe "uomo degli insediamenti" o "coloni". Quando, ed in che senso, lo furono è un dato perso nella preistoria.

## Storia

### Origini
Secondo Tacito (35) i Camavi entrarono nelle terre dei Bructeri. I Bructeri non abitavano più quella zona, e Tacito non descrive i dettagli:
(Tacito)
Dal momento che questi vicini divennero in seguito i Franchi Sali, l'"accordo" citato è il primo trattato tra di loro.
Questo passaggio di Tacito solleva un dubbio: se Hamaland era l'antico territorio dei Bructeri, dove erano stanziati i Camavi in precedenza? Una possibile risposta è che occupavano le pianure costiere del nord (i Germani tendevano a migrare da nord a sud). Numerosi insediamenti prendono da loro il nome di Hamm, tra cui forse l'attuale città di Amburgo. Il nome sarebbe un derivato del corrispondente tedesco di Camavi.

### Risalita del Reno
Gli Annales di Tacito raccontano una storia apparentemente contraddittoria (13.55). Per tenere occupati i soldati Romani della Germania inferiore, i loro comandanti li spedirono nelle terre inabitate oltre il Reno a lavorare su un canale. A causa di una disputa con i comandanti Romani della Gallia Belgica, i soldati vennero ritirati, ma i Frisoni mandarono uomini ad occupare quelle terre. Gli Ampsivari ne approfittarono. Reclamarono la terra occupata dai Camavi, seguiti dai Tubanti e dagli Usipeti. Perché le terre dei Camavi si erano liberate? Sappiamo che in seguito vi tornarono sotto forma di Franchi.
Tolomeo ci risponde indirettamente. In Geografia (2.10) dice che i Kamauoi (latinizzato in Camavi) erano vicini dei Cherusci, che nell'opera di Tacito si trovano in Bassa Sassonia nei pressi di Hannover, o forse in Turingia e in Anhalt. Apparentemente alcuni Camavi lasciarono la loro terra per risalire il fiume.
Due altri popoli citati da Tolomeo usano il nome *haimaz: si tratta dei Chemi e dei Banochemi. Queste tribù si trovavano in quella che poi è diventata la Germania Superiore. Non c'è motivo per supporre che si trattasse dei Camavi. Tolomeo li tratta come popoli distinti.
Tacito racconta che Camavi ed Angrivari emigrarono nei territori dei Bructeri, dopo averli cacciati e totalmente annientati, in alleanza con altre popolazioni vicine, che lo scrittore latino ringrazia per «offrire diletto allo sguardo romano», senza che Roma dovesse intervenire. Dei Bructeri caddero più di 60.000.

### Relazione con i Franchi Sali
Alla loro ricomparsa, i Camavi si trovano insieme ai Sali. In qualche momento successivo a Tolomeo la terra che una volta era lo Zuider Zee, ora parte dei Paesi Bassi, venne occupata da un popolo chiamato Sali ("popolo d'acqua salata"). Non c'è dubbio che si tratti di un semplice cambio di nome, scelta loro o di qualche altro popolo. Probabilmente erano formati sia da Camavi sia da Frisoni, con l'aggiunta di alcuni pirati Batavi. Divennero un gruppo etnico distinto ed iniziarono ad abbandonare la regione, diventando fastidiosi per i Romani. Quasi sempre vengono narrati insieme ai Camavi.
Il nome di Franchi venne assegnato ai Sali fin dal loro debutto nella storia. Il Panegyrici latini, una serie di dodici elogi agli imperatori romani, descrive gli sforzi di Costanzo Cloro, padre di Costantino il Grande, per pacificare i Franchi, tenuti distinti dai Camavi. Questi Panegyrici sono spesso attribuiti ad Eumenio, magister memoriae (segretario privato) di Costanzo.

### Conflitto con gli ultimi imperatori romani
Alla fine del III secolo Costanzo, come descritto nei Panegyrici, ritenne necessario rimuovere i Franchi dal Belgio. Ci provò più volte ma dovette indietreggiare. Lasciando sul posto i Franchi, deportò i soldati catturati ed i loro sottoposti, chiamati laeti, sulle terre inabitate della Burgundia, dove servirono l'esercito romano e lavorarono la terra. Sappiamo che i Camavi erano tra loro perché esiste un insediamento (Ch)amavorum. In seguito questi Franchi raggiunsero gli apici della gerarchia militare, arrivando a comandare l'esercito romano sul Reno.
Infine alcuni Romani consideravano i Camavi dei Franchi. Sulla Tavola Peutingeriana, databile al IV secolo, si trova una breve nota scritta a nord del Reno,
I Camavi apparvero anche nella Notitia dignitatum del V secolo sotto forma di unità militare. Molto prima, comunque, vengono citati anche in una lettera di dell'imperatore Flavio Claudio Giuliano (361-363) agli Ateniesi, in cui l'imperatore sostiene di aver obbligato i Sali a firmare la pace, e di aver spinto i Camavi fuori dalla Gallia.
L'intera storia viene raccontata da Ammiano Marcellino (17.8-9). Le due tribù sapevano di essere dove non avrebbero dovuto stare, ma apparentemente speravano di non dover combattere. Quando Giuliano vi si avvicinò, essi risposero mandando degli emissari e proponendo un trattato di pace in cambio dell'impegno a tornare nelle loro terre e a non lasciarle più. Giuliano li tranquillizzò ma senza risposte ufficiali, seguì in segreto gli emissari fino al loro esercito, e lo attaccò di sorpresa. Alcuni dei Camavi vennero uccisi, altri incatenati, ed il resto fuggì fino alle loro case, mandando altri emissari per discutere con Giuliano. Questa volta la pace venne accettata. I Camavi avrebbero dovuto pagare un tributo in grano, ma probabilmente non venne mai fatto, a causa di altri problemi incontrati dai Romani.

### Scomparsa
La vita dei Camavi continuò. Abbiamo una citazione della loro lingua nella Legge salica del V secolo, un codice di leggi redatto dai Sali stessi. Su un manoscritto si trovano testi in Antico Sassone. Ai tempi di Tacito può essere esistita una divisione sociale tra "alti" e "bassi". Anche Gregorio di Tours cita i Camavi tra i Franchi. Il nome e l'unità si dimostrarono insolitamente duraturi, visto che il Lex Chamavorum Francorum è noto già nel IX secolo, ed era ancora ufficiale sotto a Carlo Magno. Dopodiché se ne andarono dalla loro provincia, integrandosi in altre popolazioni dei Paesi Bassi. La vita di questo popolo si concluse in Europa Occidentale.